# Rose of Nevada
Rose of Nevada är en brittisk mysterie- och dramafilm, som har en planerad premiär i augusti 2025 på Filmfestivalen i Venedig. Filmen är regisserad av Mark Jenkin.

## Handling
En mystisk båt återvänder till en by 30 år efter att ha försvunnit. Två män går med i besättningen i hopp om bättre lycka. Efter en resa befinner de sig tillbaka i tiden, misstagna för den ursprungliga besättningen.

## Rollista (i urval)
- George MacKay - Nick
- Callum Turner - Liam
- Rosalind Eleazar
- Francis Magee
- Mary Woodvine
- Edward Rowe